# Carex massonii
Carex massonii là một loài thực vật có hoa trong họ Cói. Loài này được Cay. & Lepage mô tả khoa học đầu tiên năm 1977.